# カンガルー日和
『カンガルー日和』（カンガルーびより）は、村上春樹の短編小説集。

## 概要
1983年9月、平凡社より刊行された。表紙の絵と挿絵は佐々木マキ。1986年10月、講談社文庫として文庫化された。
収録された作品はすべて、伊勢丹主催のサークルが会員に配る『トレフル』という雑誌に連載されたものである。『ハッピーエンド通信』を通じて村上と仕事のやりとりがあった雑誌編集者の加賀山弘が『トレフル』に移り、「その関係で連載を頼まれた」という。
「カンガルー日和」、「4月のある晴れた朝に100パーセントの女の子に出会うことについて」、「鏡」、「バート・バカラックはお好き?」（「窓」に改題）、「とんがり焼の盛衰」、「スパゲティーの年に」、「かいつぶり」の7編は英訳され、『The Elephant Vanishes』（1993年、クノップフ社）と『Blind Willow, Sleeping Woman』（2006年、クノップフ社）の2冊の短編小説集に収録された。

## 収録作品
|    | タイトル                                                                            | 初出                             | 備考 |
| -- | ----------------------------------------------------------------------------------- | -------------------------------- | --- |
| 1  | カンガルー日和                                                                      | 『トレフル』1981年10月号         | 『村上春樹全作品 1979～1989』第5巻（講談社）収録時に大幅に加筆された（以下、『村上春樹全作品』とする）。 また、『はじめての文学 村上春樹』（文藝春秋、2006年12月）収録時にも大幅に加筆された。 |
| 2  | 4月のある晴れた朝に100パーセントの 女の子に出会うことについて                       | 『トレフル』1981年7月号          | 『村上春樹全作品』収録時に大幅に加筆された。その際、算用数字の「4月」ではなく漢数字の「四月」にタイトルが変えられた。                                                                          |
| 3  | 眠い                                                                                | 『トレフル』1981年8月号          | 『村上春樹全作品』収録時に加筆された。 |
| 4  | タクシーに乗った吸血鬼                                                              | 『トレフル』1981年12月号         | 『村上春樹全作品』収録時に大幅に加筆された。 |
| 5  | 彼女の町と、彼女の緬羊                                                              | 『トレフル』1982年1月号          | |
| 6  | あしか祭り                                                                          | 『トレフル』1982年3月号          | 『村上春樹全作品』収録時に大幅に加筆された。 |
| 7  | 鏡                                                                                  | 『トレフル』1983年2月号          | 『村上春樹全作品』収録時に加筆された。 |
| 8  | 1963／1982年のイパネマ娘                                                            | 『トレフル』1982年4月号          | 『村上春樹全作品』収録時に加筆された。 |
| 9  | バート・バカラックはお好き?                                                         | 『トレフル』1982年5月号          | 『村上春樹全作品』収録時に「窓」と改題され、大幅に加筆された。 |
| 10 | 5月の海岸線                                                                         | 『トレフル』1981年4月号          | 『村上春樹全作品』収録時に大幅に加筆された。その際、算用数字の「5月」ではなく漢数字の「五月」にタイトルが変えられた。                                                                          |
| 11 | 駄目になった王国                                                                    | 『トレフル』1982年12月号         | |
| 12 | 32歳のデイトリッパー                                                                | 『トレフル』1981年11月号         | |
| 13 | とんがり焼の盛衰                                                                    | 『トレフル』1983年3月号          | |
| 14 | チーズ・ケーキのような形をした僕の貧乏                                              | 『トレフル』1983年1月号          | |
| 15 | スパゲティーの年に                                                                  | 『トレフル』1981年5月号          | 『村上春樹全作品』収録時に大幅に加筆された。 |
| 16 | かいつぶり                                                                          | 『トレフル』1981年9月号          | 『村上春樹全作品』収録時に大幅に加筆された。 |
| 17 | サウスベイ・ストラット―ドゥービー・ブラザーズ 「サウスベイ・ストラット」のためのBGM | 『トレフル』1982年2月号          | |
| 18 | 図書館奇譚                                                                          | 『トレフル』 1982年6月号～11月号 | 後に改稿され、『ふしぎな図書館』（講談社、2005年1月）と『図書館奇譚』（新潮社、2014年11月）の2冊の絵本が単独で出版された。                                                                     |